# Арзуманов, Темур Месропович
Темур Месропович Арзуманов (азерб. Temur Mesropoviç Arzumanyan, арм. Թեմուր Արզումանով; 16 февраля 1913, Шушинский уезд — 1994) — советский виноградарь, Герой Социалистического Труда (1950).

## Биография
Родился 16 февраля 1913 года в селе Хырманджыг Шушинского уезда Елизаветпольской губернии (ныне Ходжавендский район Азербайджана).
Участник Великой Отечественной войны.
С 1945 года звеньевой колхоза «Ашхатанк» Гадрутского района Нагорно-Карабахской автономной области Азербайджанской ССР. В 1949 году получил урожай винограда 124,6 центнера с гектара на площади 4 гектара виноградников. Применял на практике научные основы сортовой агротехники винограда в зависимости от климатических условий.
Указом Президиума Верховного Совета СССР от 8 августа 1950 года за получение высоких урожаев винограда в 1949 году Арзуманову Темуру Месроповичу присвоено звание Героя Социалистического Труда с вручением ордена Ленина и золотой медали «Серп и Молот».
Активно участвовал в общественной жизни Азербайджана. Член КПСС с 1940 года.
Скончался в 1994 году.